# Protracker
Protracker (également orthographié ProTracker ou Pro Tracker) est un tracker, un séquenceur musical initialement destiné à l'Amiga, créé par Amiga Freelancers et publié en 1991.

## Historique
Protracker est dérivé d'Ultimate Soundtracker, le premier logiciel de ce type à avoir été créé et dont le code source a été divulgué par ses concepteurs. La première version, pour l'Amiga, date de 1990 et est l'œuvre d'un groupe intitulé Amiga Freelancers qui distribue le logiciel dans le domaine public ; il est mis à jour plusieurs fois au cours des années suivantes, y compris par d'autres groupes de développeurs et est adapté pour d'autres plates-formes comme l'Atari ST.

## Caractéristiques
Protracker partage de nombreuses caractéristiques d'Ultimate Tracker (quatre canaux, en particulier), mais possède des capacités étendues.
Protracker fait usage du format MOD pour sauver les compositions.